# Edgardo Maya Villazón
Edgardo José Maya Villazón (Valledupar, 24 de julio de 1951) es un político y abogado colombiano. Se desempeñó entre los años 2001 y 2009 como procurador general de la Nación. En el año 2014 es elegido por el Congreso como contralor general de la República.

## Biografía
Edgardo Maya estudió en el Gimnasio Moderno de Bogotá. Más tarde estudia Derecho en la Universidad Externado de Colombia donde también realizó estudios de postgrado en Derecho laboral y Seguridad social. Maya empezó desempeñándose como abogado en la ciudad de Valledupar donde fue director regional de Instituto de Seguro Social. Más tarde fue nombrado como Presidente del Consejo Superior de la Universidad Popular del Cesar (UPC). Fue profesor de leyes en la Universidad Jorge Tadeo Lozano y en la Universidad Externado de Colombia. Maya fue concejal de Valledupar por parte del Partido Liberal y luego subió a ser diputado del Cesar también con los liberales.
Fue magistrado auxiliar de la Sala de Casación Penal de la Corte Suprema de Justicia de Colombia. También fue contralor auxiliar del Departamento del Cesar, entre otros cargos. En agosto de 2014 Edgardo Maya Villazón fue elegido contralor general de la República.
En 1992 fue nombrado magistrado de la Sala Disciplinaria del Consejo Superior de Judicanatura por medio de una terna del Partido Liberal.

## Procurador general
Maya fue nombrado procurador general de la Nación para el periodo 2001-2005. El Presidente de Colombia, Álvaro Uribe, posesionó de nuevo a Edgardo Maya para el periodo 2005-2009 después de una votación en el Senado de Colombia en 9 de noviembre de 2004, tras la cual, Maya resultó reelecto.
En 2006 y 2007 Maya fue cuestionado por algunos sectores políticos y de prensa, ya que algunos familiares suyos se vieron implicados en el escándalo de la parapolítica. Maya estuvo casado con Consuelo Araújo Noguera, quien fue secuestrada y asesinada por las FARC, varios de los familiares de la fallecida resultaron envueltos en el escándalo de la parapolítica, entre ellos el gobernador del departamento de Cesar, Hernando Molina, hijastro de Maya, quien fue acusado de ser parte de las AUC. Otras de las personas implicadas cercanas a Maya fueron el senador Álvaro Araújo Castro y su padre Álvaro Araújo Noguera, cuñado de Maya.
Maya manifestó que las responsabilidades son individuales y que esto no tenía por qué afectar su desempeño en el cargo. También dijo que los implicados en el escándalo deben tener las mismas censuras y sanciones de quienes han cometido delitos de lesa humanidad.
Al terminar su gestión como procurador, Maya recibió mayoritariamente comentarios positivos. En su editorial el diario El Tiempo resaltó la independencia demostrada y el sentido social y garantista de derechos que impulsó desde la Procuraduría. Por otro lado, la periodista colombo-española Salud Hernández Mora fue muy crítica de su gestión, donde afirmó que Maya "gozó de una curiosa inmunidad en los medios de comunicación" y calificó a Maya de clientelista: "pocos como él utilizaron los puestos para favorecer aliados", escrito por ella en una de sus columnas editoriales para el diario El Tiempo.

## Posiciones políticas
Maya ha dicho creer en una salida negociada al conflicto armado en Colombia, puesto que considera que 60 años de lucha armada han sido infructuosos. Maya se manifestó en contra de la primera reelección de Álvaro Uribe así como de un posible tercer mandato que no fructificó en la Corte Constitucional, considerando que "rompe principios de igualdad".

## Controversias
Durante el período como procurador general de la Nación, Edgardo Maya Villazón realizó interceptaciones ilegales en las comunicaciones de los funcionarios a los que les adelantaban procesos disciplinarios en el Ministerio Público. Por estos hechos la Procuraduría General de la Nación destituyó e inhabilitó por 12 años a la entonces directora de esa dependencia, Luz Dary  Henao, cuando se encontró que desde el 20 de octubre de 2008 interceptó teléfonos de los despachos de los procuradores para controlar sus investigaciones privadas sin orden judicial, como lo establece la Constitución y la ley, para este accionar. Su sucesor en el cargo, Alejandro Ordóñez, aceptó que en ese periodo sí se habrían realizado interceptaciones de forma irregular, aunque Maya Villazón nunca negó la existencia y autorización de dichas interceptaciones, argumentando que eran legales.